# Tom Richards (squash)
Pour les articles homonymes, voir Richards.
Tom Richards, né le 10 juillet 1986 à Guildford est un joueur professionnel de squash représentant l'Angleterre. Il atteint en septembre 2012 la douzième place mondiale sur le circuit international, son meilleur classement. Il est membre de l'équipe d'Angleterre qui est championne d'Europe par équipes en 2012, 2016 et 2019. Il se retire du circuit professionnel en juin 2022.

## Palmarès

### Titres
- Championnats d'Europe par équipes: 3 titres (2012, 2016, 2019)

### Finales
- Wimbledon Club Open : 2 finales (2017, 2018)
- Open d'Andorre de squash 2015
- Championnats d'Europe par équipes : 2017, 2018